# Neolithodes grimaldii
Neolithodes grimaldii är en kräftdjursart som först beskrevs av Alphonse Milne-Edwards och Eugène Louis Bouvier 1894.  Neolithodes grimaldii ingår i släktet Neolithodes och familjen trollkrabbor. Inga underarter finns listade i Catalogue of Life.

## Bildgalleri

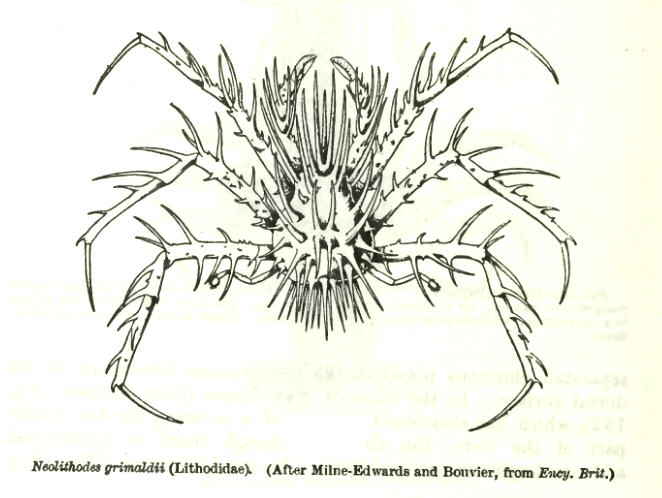